# دهستان شوئیل
دهستان شوئیل نام دهستانی در بخش رحیم‌آباد شهرستان رودسر، استان گیلان در ایران است. براساس سرشماری مرکز آمار ایران در سال ۱۳۸۵، جمعیت آن ۳۱۴۶ نفر (۹۳۸ خانوار) بوده‌است.